# Sinpo
Sinpo (신포시) és una ciutat portuària situada en la costa del Mar del Japó, en la província de Hamgyong del Sud, a Corea del Nord. En la ciutat resideixen aproximadament 158.000 persones. La temperatura mínima és de -4.1 graus al gener i la temperatura màxima és de 22.6 graus a l'agost. Cauen anualment a la ciutat 688 litres de mitjana per metre quadrat. En la ciutat s'ha desenvolupat una important indústria pesquera, i s'ha desenvolupat una important aqüicultura. A la ciutat hi ha cooperatives pisciculturals i una oficina central d'aqüicultura.